# Мартинес, Эгой
Эго́й Марти́нес де Эстеба́н (Эго́й Марти́нес; исп. Egoi Martinez de Esteban; род. 15 мая 1978, Эчарри-Аранас) — испанский профессиональный шоссейный велогонщик, выступающий за команду Euskaltel-Euskadi.